# Gressittius umbrosus
Gressittius umbrosus är en tvåvingeart som först beskrevs av Freeman 1959.  Gressittius umbrosus ingår i släktet Gressittius och familjen fjädermyggor. Inga underarter finns listade i Catalogue of Life.